# Bert Hodgkinson (cầu thủ bóng đá, sinh 1903)
Herbert Hodgkinson (26 tháng 12 năm 1903 – 1974) là một cầu thủ bóng đá who từng thi đấu cho Penistone Juniors, Barnsley, Tottenham Hotspur, Colwyn Bay và Crewe Alexandra.

## Sự nghiệp bóng đá
Hodgkinson bắt đầu sự nghiệp thi đấu với đội bóng trẻ Penistone Juniors. Năm 1923 hậu vệ trái gia nhập Barnsley nơi ông có 200 trận giai đoạn 1923–29. Ông ký hợp đồng với Tottenham Hotspur năm 1930 và có thêm 58 lần ra sân trên mọi đấu trường. Sau khi rời White Hart Lane Hodgkinson từng thi đấu cho Colwyn Bay United trước khi gia nhập Crewe Alexandra, nơi ông kết thúc sự nghiệp thi đấu của mình.